# 칼봉산
칼봉산(-峰山)은 대한민국 경기도 가평군 가평읍 승안리와 경반리 사이에 있는 높이 900 m의 산이다. 선캄브리아기 경기 육괴 경기변성암복합체 흑운모 편마암으로 구성된다. 

## 같이 보기
- 한국의 산
- 가평군의 지질
- 경기 지괴